# لاکهید سی‌ال-۴۰۰ سانتان
لاکهید سی‌ال-۴۰۰ سانتان (به انگلیسی: Lockheed CL-400 Suntan) یک هواگرد ساختِ کارخانهٔ لاکهید کورپوریشن در کشور ایالات متحده آمریکا است.
این هواپیما در حد یک پروژه بود.
در نهایت این پروژه به دلیل مصرف سوخت بالا و هزینه بسیار زیاد ساخت،تعمیر و نگهداری هواپیما،لغو شد.